# Wolfgang Grossmann

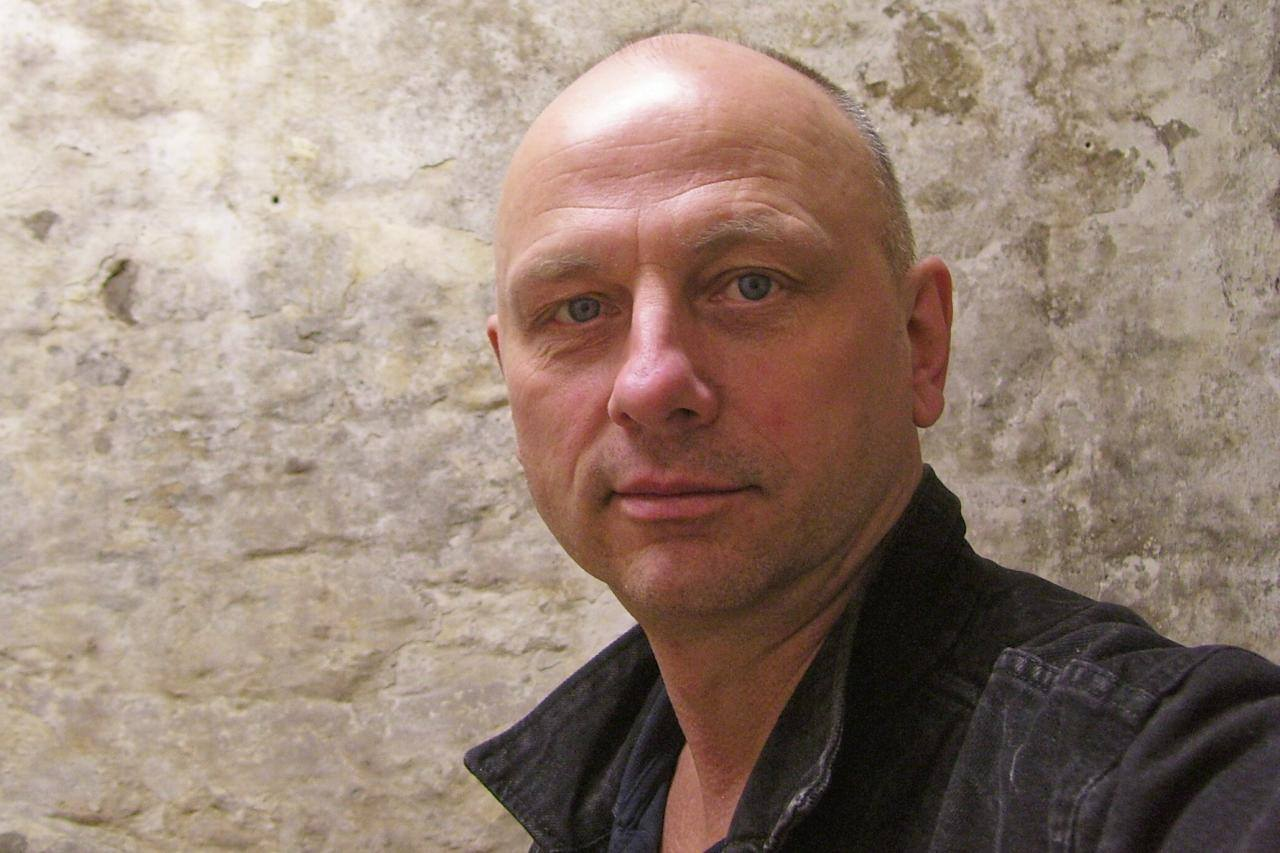
Wolfgang Grossmann (2014)

Wolfgang Grossmann (* 1953 in Dresden) ist ein deutscher Schauspieler, Musiker, Journalist und Fotograf.

## Leben und Karriere
Grossmann wurde als Sohn eines Lehrerehepaars in Dresden geboren. Dort besuchte er auch die Schule bis zum Abitur 1972. Nach dem Grundwehrdienst in Berlin, wo er für ein NVA-Amateurkabarett und in einer Armee-Tanzkapelle am Schlagzeug saß, studierte er in Leipzig Journalistik. An der Karl-Marx-Universität wirkte er im Poetischen Theater Louis Fürnberg mit und beschloss nach dem Diplom 1978 und kurzer Redakteurstätigkeit bei der Sächsischen Zeitung Dresden, nicht länger Journalist zu sein, sondern Schauspieler zu werden. Zunächst arbeitete er deshalb in der Öffentlichkeitsarbeit am Dresdner Theater der Jungen Generation. Er leitete dort u. a. einen Jugendklub, der sich hauptsächlich an Kunst, Musik und unangepasster Lebensweise orientierte. 
Von 1979 bis zur Auflösung 1983 war Grossmann Schlagzeuger der DDR-Punkband Zwitschermaschine, die 1983 gemeinsam mit der Punkband Schleimkeim illegal die LP DDR von unten in Westberlin veröffentlichte. Parallel zum Schauspieler-Engagement 1982 bis 1984 am Thomas-Müntzer-Theater Eisleben und 1984 bis 1986 am Theater Anklam absolvierte er die Hochschule für Schauspielkunst Ernst Busch in Berlin.
1986 reiste Grossmann zu einer Verwandten zum Geburtstag nach Pinneberg und blieb in Westdeutschland. Nach einem Zwischenstopp in Westberlin war er von 1987 bis 1989 an den Städtischen Bühnen Osnabrück engagiert. 1989/90 lebte er in München. 1990 bis 1995 gehörte er zum Schauspielensemble des Staatstheaters Braunschweig. Seit 1995 ist er freischaffend und selbständig, lebte und arbeitete als Schauspieler bis 2000 in Köln, dann auch in Dresden und ist seit 2006 wieder hauptsächlich in Berlin tätig.
Zum ersten Mal war Grossmann 1997 in einer Folge der Fernsehserie Lindenstraße zu sehen. Er spielte in zwei Folgen der Serie Familie Heinz Becker mit: 1998 als Autoverkäufer Schäter und 2001 als Polizeimeister Lang. Dazu hatte er eine Rolle im Heinz-Becker-Film Tach, Herr Dokter!. Es folgten weitere Auftritte in Serien wie Die Motorrad-Cops – Hart am Limit, Verbotene Liebe und Der Pfundskerl. Weitere Rollen in Filmen waren 2004 in Günter Meyers, mit dem Fox Kids-Award in der Kategorie „Bester Kinderfilm“ ausgezeichneter Film Der Dolch des Batu Khan, 2007 in Blindflug, 2008 in Operation Walküre – Das Stauffenberg-Attentat, 2010 in Im Angesicht des Verbrechens und in Don 2 – The King Is Back, 2011 in Der Turm und 2012 in Sein letztes Rennen. Nach einem Schlaganfall seines Vaters legte er beruflich eine Pause ein und pflegte diesen fünf Jahre lang.
Außerdem spielte er 2011 bei den Zwingerfestspielen in Dresden unter der Regie von Dieter Wedel und 2012 sowie 2013 bei den Ostseefestspielen in Greifswald. Grossmann ist neben seinem schauspielerischen Wirken auch freiberuflich als Journalist, Fotograf und DJ tätig. 2018 veröffentlichte er den Band will nicht zu den großohrigen elefanten, Gedichte, lyrische Bilder und Stücke von Michael Rom, dem Sänger und Texter der DDR-Punkband Zwitschermaschine.
Er war zweimal verheiratet und lebt in Berlin.

## Tonträger

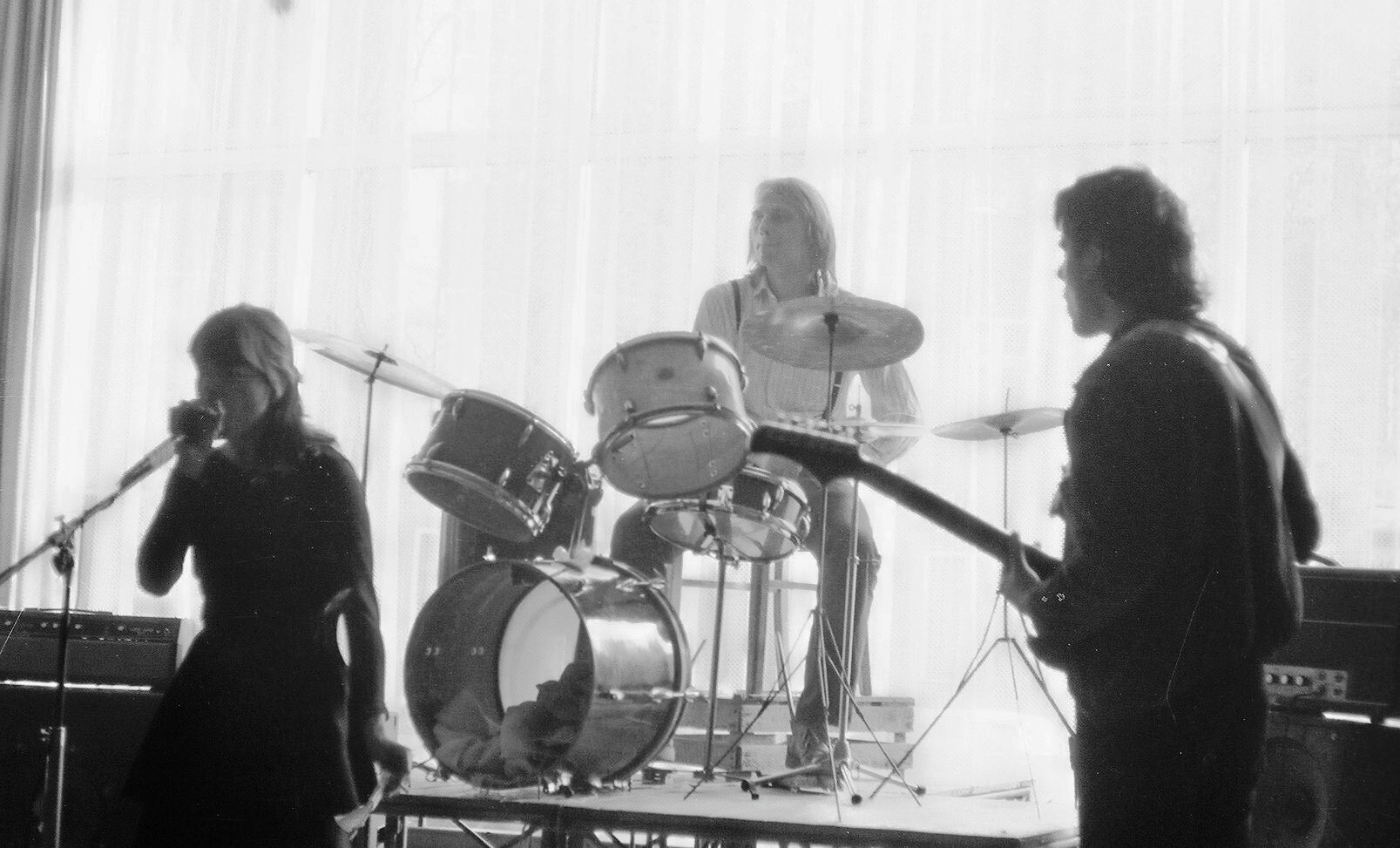
Zwitschermaschine: Cornelia Schleime, Ralf Kerbach und Wolfgang Grossmann

- 1983: Zwitschermaschine DDR von unten, Aggressive Rockproduktionen
- 2021: Der Schlagzeuger von Zwitschermaschine ROM, Rundling Records